# Симское городское поселение
Симское городско́е поселе́ние — муниципальное образование в Ашинском районе Челябинской области Российской Федерации.
Административный центр — город Сим.

## История
Продолжает исторического развитие Симского городского совета.
Статус и границы городского поселения установлены Законом Челябинской области от 9 июля 2004 года № 239-ЗО «О статусе и границах Ашинского муниципального района, городских и сельских поселений в его составе»

## Население
| 2010    | 2011    | 2012    | 2013    | 2014    | 2015    | 2016    |
| ------- | ------- | ------- | ------- | ------- | ------- | ------- |
| 14 547  | ↘14 510 | ↘14 312 | ↘14 049 | ↘13 753 | ↘13 620 | ↘13 442 |
| 2017    | 2018    | 2019    | 2020    | 2021    | 2023    |         |
| ↘13 251 | ↘12 964 | ↘12 711 | ↘12 565 | ↗12 902 | ↘12 611 |         |

## Состав
| № | Населённый пункт | Тип населённого пункта        | Население |
| - | ---------------- | ----------------------------- | --------- |
| 1 | Караганка        | посёлок                       | ↘58       |
| 2 | Колослейка       | посёлок                       | ↘23       |
| 3 | Сим              | город, административный центр | ↘12 569   |

## Местное самоуправление
Главой поселения является Гафаров Руслан Ратмирович.